# Огонёк (завод)
«Огонёк» — бывший московский завод, специализировавшийся на выпуске детских игрушек преимущественно из пластмассы и пластизоли.

## Описание
Завод «Огонёк» был открыт в 1963 году. За годы своего существования завод стал одним из передовых производителей детской игрушки как в России, так и в СНГ.
Работники завода выпускали более 600 видов детской игрушки из экологически чистого сырья с использованием современных технологий и нового оборудования. Каждый месяц в ассортимент завода добавляются новые позиции (куклы, коллекции пластизольных игрушек). Особое внимание уделялось разработке одежды и украшений для кукол. В ассортимент входили модели машин, поездов; конструкторы, 200 видов кукол, дома и аксессуары для кукол, сборные пластиковые модели танков, кораблей и самолётов, 120 наименований игрушек из пластизоли, разнообразные настольные игры.
Вся продукция завода имела сертификаты соответствия Российской Федерации. Продукция завода продавалась по всей территории России, а также в странах СНГ. С целью повышения качества обслуживания покупателей и расширения ассортимента предлагаемой продукции, завод подписал прямые договора о сотрудничестве, в частности импорт игрушек от передовых производителей из Европы и Китая.
В июне 2025 года был начат снос всех строений на территории бывшего завода в связи со строительством станции метро «Каспийская» Бирюлёвской линии. Собственнику предприятия выплатят компенсацию в 1,6 миллиарда рублей.